# Station Pont de l'Alma
Station Pont de l'Alma is een spoorwegstation aan de spoorlijn Invalides - Versailles-Rive-Gauche, ook wel de ligne des Invalides genoemd. Het ligt in het 7e arrondissement van Parijs.

## Geschiedenis
Het huidige station is op 12 april 1900 geopend, vanwege de opening van de ligne des Invalides. In 1979 werd het station grondig verbouwd, vanwege de komst van de RER C.

## Ligging
Het station ligt op kilometerpunt 1,100 van de spoorlijn spoorlijn Invalides - Versailles-Rive-Gauche (nulpunt tussen Invalides en Musée d'Orsay). Het station is het beginpunt van de spoorlijn Ermont-Eaubonne - Champ-de-Mars.

## Diensten
Het station wordt aangedaan door verschillende treinen van de RER C:
- tussen Pontoise en Massy-Palaiseau of Pont-de-Rungis - Aéroport d'Orly. Sommige treinen hebben in plaats van Pontoise Montigny - Beauchamp als eindpunt, in verband met capaciteitsproblemen.;
- tussen Versailles-Rive-Gauche en Juvisy/Versailles-Chantiers via Massy-Palaiseau;
- tussen Saint-Quentin-en-Yvelines en Saint-Martin-d'Étampes;
- tussen Pont du Garigliano en Brétigny;
- tussen Chaville - Vélizy en Dourdan - la Forêt. Deze treinen rijden alleen tijdens de spits.

## Vorige en volgende stations
| Richting                            | Vorig station               | Lijn                      | Volgend station | Richting                                                |
| ----------------------------------- | --------------------------- | ------------------------- | --------------- | ------------------------------------------------------- |
| Pontoise C1 Montigny - Beauchamp C3 | Champ de Mars - Tour Eiffel | RER C                     | Invalides       | Massy-Palaiseau C2 Pont-de-Rungis - Aéroport d'Orly C12 |
| Versailles-Château-Rive-Gauche C5   | Champ de Mars - Tour Eiffel | RER C                     | Invalides       | Juvisy C10 Versailles-Chantiers C8 (via Massy)          |
| Saint-Quentin-en-Yvelines C7        | Champ de Mars - Tour Eiffel | RER C                     | Invalides       | Saint-Martin-d'Étampes C6                               |
| Pont du Garigliano                  | Champ de Mars - Tour Eiffel | RER C                     | Invalides       | Brétigny                                                |
| Chaville - Vélizy                   | Champ de Mars - Tour Eiffel | (alleen tijdens de spits) | Invalides       | Dourdan Dourdan - la Forêt C4                           |